# Georg Samuel Madihn
Georg Samuel Madihn (* 24. Dezember 1729 in Wolfenbüttel; † 14. Oktober 1784 in Frankfurt an der Oder) war ein deutscher Jurist und Hochschullehrer.

## Leben und Wirken
Georg Samuel Madihn, der Sohn eines Wolfenbütteler Generalauditeurs und Hofgerichtsassessors und Bruder des Breslauer Universitätsrektor Ludwig Gottfried Madihn, besuchte die Große Schule Wolfenbüttel, die Lateinschule des Waisenhauses in Halle und das Collegium Carolinum in Braunschweig. Er studierte Rechtswissenschaft an der Universität Helmstedt und der Friedrichs-Universität Halle. Zu seinen akademischen Lehrern gehörten Franz Carl Conradi und Johann Georg Pertsch. Sein Studienabschluss erfolgte 1751.
Nach einer dreijährigen Tätigkeit am Hofgericht Wolfenbüttel promovierte er 1754 in Halle zum Dr. iur. 1757 wurde er zum Beisitzer des Hallenser Schöffenstuhls ernannt. 1758 erhielt er einen Ruf auf den Lehrstuhl der Universität Halle. 1772 wechselte er an die Universität Frankfurt an der Oder. In Frankfurt war er Mitglied der Freimaurerloge Zum aufrichtigen Herzen.
Madihn befasste sich unter anderem mit dem römischen Privatrecht und dem Naturrecht.

## Werke (Auswahl)
- Gedanken von der wahren Gründlichkeit, besonders in der Rechtsgelahrtheit und ihren Hindernissen im Vortrage, 1758
- De vera indole substitutionis pupillaris tam iure veteri quam recentiori, 1759
- De vera indole litterarum obligationis atque exceptionis non numeratae pecuniae earumque vsu in foris nostris cessante, 1760
- Gedanken von der Verjährung in so fern selbige nach dem Recht der Natur kan erwogen werden, 1764
- Commentatio sistens caussam debitoris circa pecuniae solutionem mutato post contractum nummorum valore, 1767